# Holiday Night
Albums de Girls' Generation
Lion Heart
(2015) Forever 1
(2022)
Singles
1. All Night
Sortie : 4 août 2017
2. Holiday
Sortie : 4 août 2017

Holiday Night est le 6e album studio du girl group sud-coréen Girls' Generation. Il est disponible en téléchargement depuis le 4 août 2017 et en vente physiquement le 7 août 2017 par SM Entertainment.
Cet album marque le dixième anniversaire du groupe, contenant 10 pistes dont deux titres phares  All Night et Holiday, ce dernier a d'ailleurs été co-écrit par Seohyun. Dès sa sortie, l'album a réussi à se classer n°1 dans le classement d'iTunes. Elles ont aussi réussi à se classer n°1 des albums dans 20 pays et entrer dans le top 10 de 63 pays.

## Contexte
Le 4 juillet 2017, les Girls' Generation ont annoncé qu'elles allaient sortir un album en août 2017 pour fêter leur dixième anniversaire. Le 27 juillet, le titre de l'album a été dévoilé et sera Holiday Night, qui se réfère aux deux titres phares Holiday et All Night.

## Promotion
Le groupe a tenu un fan-meeting nommé Holiday to Remember le 5 août 2017 à l'Olympic Hall de Séoul, pendant lequel elles ont interprété pour la première fois les deux titres phares Holiday et All Night, une chanson de leur nouvel album: One Last Time et d'autres titres plus anciens comme: Girls' Generation, Kissing You, Ooh La La, Tinkerbell, Genie, Into The New World, etc. 
Elles ont commencé la promotion de leur album dans les émissions musicales le 10 août au M Countdown. Cette promotion s'achève le 13 août, donc seulement trois jours de promotions leur ont été donnés.

## Vente
Plus de 90 000 albums ont été vendus en une semaine, ce qui est donc leur nouveau record. En effet, en 2011 avec l'album The Boys, elles avaient vendu environ 60 700 albums. 

## Pistes
| 1.    | Girls Are Back             | Cho Yun Kyoung ; Im Jong Hyo | - Deez - Anne Judith Stokke Wik - Che Jamal Pope                           | 3:31 |
| 2.    | 'All Night'                | Kenzie                       | - Lawrence Lee - Marta Grauers - Louise Frick Sveen                        | 3:24 |
| 3.    | 'Holiday'                  | Seohyun ; JQ ; Kim Hye Jung  | - Ollipop - Daniel Caesar - Ludwig Lindell - Hayley Aitken - Caesar & Loui | 3:46 |
| 4.    | FAN                        | Kenzie                       | Kenzie                                                                     | 3:56 |
| 5.    | Only One                   | January 8th (Jam Factory)    | - Andreas Öberg - Maria Marcus - Gustav Karlstrom                          | 3:22 |
| 6.    | One Last Time              | Mafly ; Lee Hee Ju           | - Mike Woods - Kevin White - Andrew Bazzi - MZMC - Rice n' Peas            | 3:40 |
| 7.    | Sweet Talk                 | Seohyun                      | - Wassily Gradovsky - Carolyn Jordan - Alice Penrose - Mussashi            | 3:26 |
| 8.    | Love is Bitter (이별의 맛) | Hwang Hyun (Monotree)        | - Hwang Hyun - Mayu Wakisaka                                               | 3:43 |
| 9.    | It's You (오랜 소원)       | Yuri                         | - Kevin Charge - Claire Rodrigues Lee                                      | 3:59 |
| 10.   | Light Up the Sky           | Kenzie                       | - Kenzie - Erik Lidbom                                                     | 4:01 |
| 37:01 |                            |                              |                                                                            |      |

## Historique de publication
| Régions      | Date        | Format                 | Label            |
| ------------ | ----------- | ---------------------- | ---------------- |
| Mondial      | 4 août 2017 | Téléchargement digital | SM Entertainment |
| Corée du Sud | 7 août 2017 | CD                     | SM Entertainment |

## Classement
| Classement (2017)                     | Meilleure position |
| ------------------------------------- | ------------------ |
| Australian Digital Albums (ARIA)      | 30                 |
| Japan Hot Albums (Billboard Japan)    | 19                 |
| Japan Album (Oricon)                  | 16                 |
| Korean Album (Gaon)                   | 2                  |
| New Zealand Heatseekers Albums (RMNZ) | 6                  |
| US World Album (Billboard)            | 1                  |
| US Top Heatseekers Albums (Billboard) | 5                  |
| Worldwide iTunes World Album chart    | 1                  |